# Skiwachs

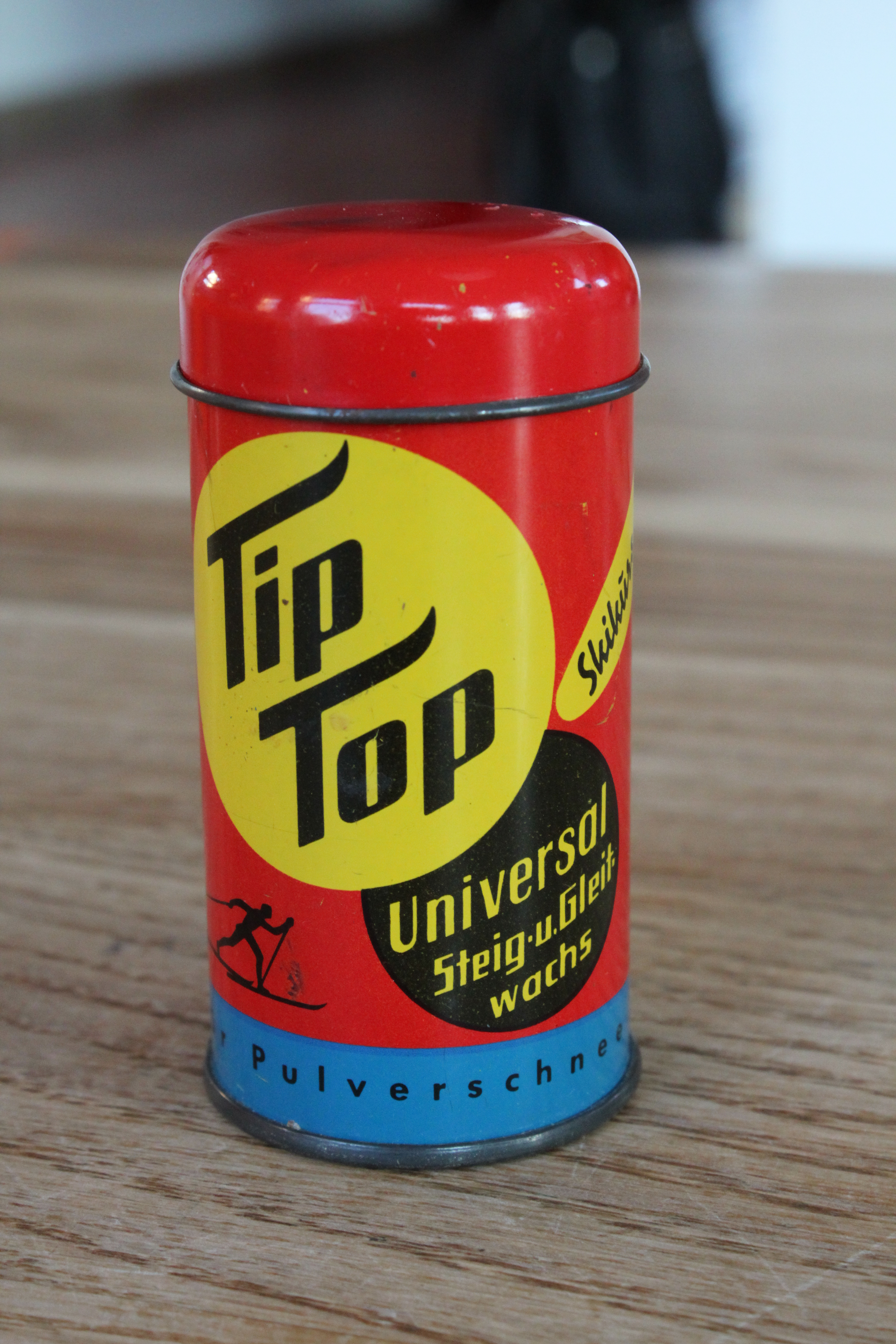
Historisches Skiwachs in der Dose: „Steig- u. Gleitwachs, Pulverschnee“

Skiwachs (engl. wax) ist ein Wachs, das auf den Belag von Skiern und Snowboards aufgetragen wird. Es vermindert die Reibung zwischen Ski und Schnee durch die wasserabstoßende Wirkung an der Gleitfläche. Schmelzwasser entsteht entweder durch Druck des Skis auf den Schnee oder temperaturbedingt generell bei Nassschnee. Die Gleitfähigkeit des Sportgeräts wird erhöht.

## Steigwachs (nordisch)
Für die Abdruckzone im Bindungsbereich der klassischen Langlaufski gibt es Steigwachs, das im Gegensatz zum Gleitwachs bei Belastung der Abdruckzone durch den Bewegungsablauf beim Abstoßen am Schnee haften bleiben soll. Dies soll dem Sportler das Vorankommen ermöglichen. Steigwachse werden in Hartwachse und Klister unterteilt. Hartwachse kommen bei kristallinem Schnee zum Einsatz, während die in Tuben verpackten Klister für Eis und nassen Schnee verwendet werden.

## Gleitwachs (nordisch und alpin)

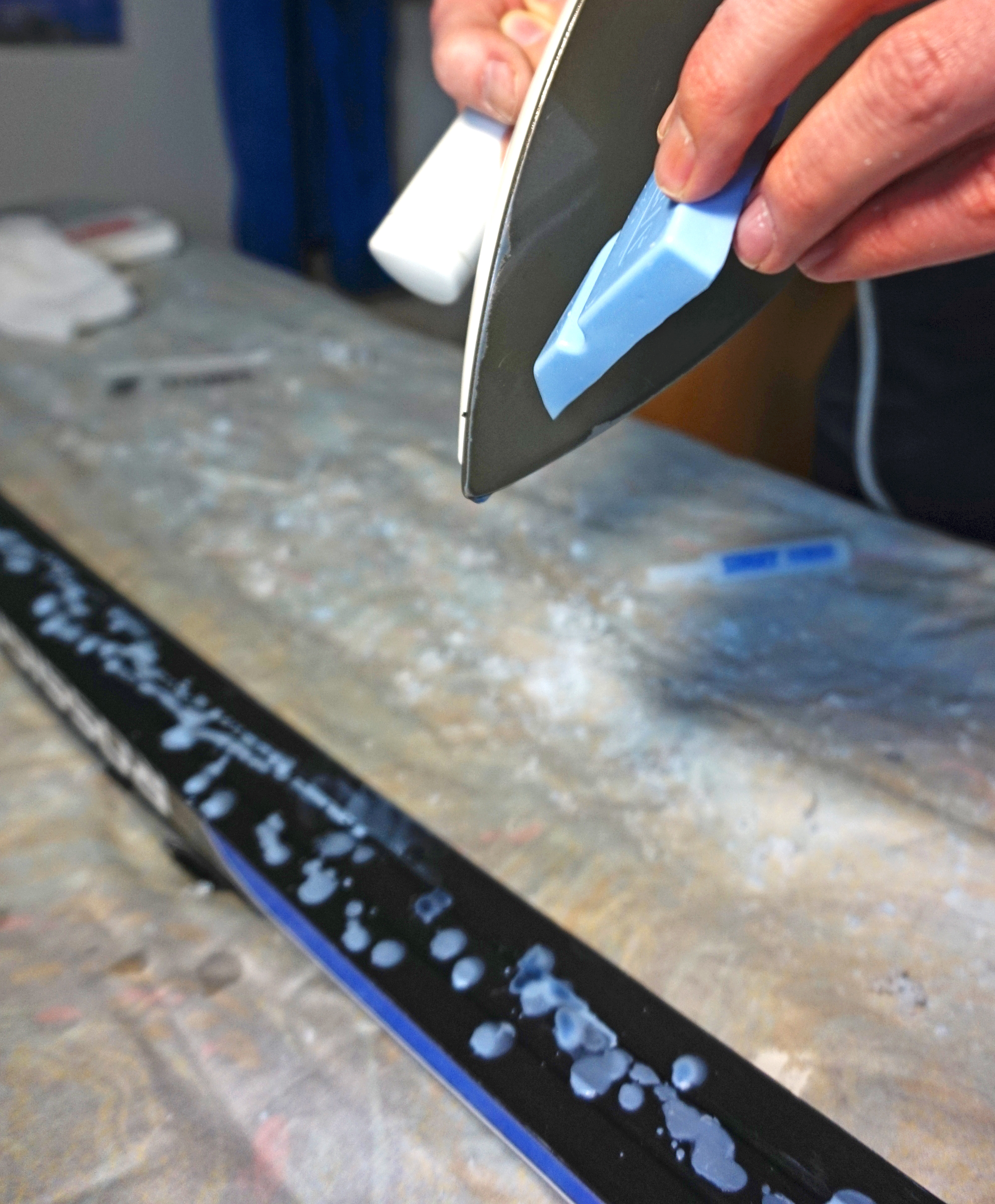
Gleitwachs, Abschmelzen am Haushaltsbügeleisen

Gleitwachse gibt es als Heißwachs und Kaltwachs. Heißwachs ist in Stangen erhältlich und wird mit geringer Hitze zum Beispiel eines haushaltsüblichen Bügeleisens oder einem speziellen Wachsbügeleisen (genauer regulierbar) verflüssigt und in den Belag eingearbeitet. Kaltwachs ist als Flüssigwachs zum Sprühen oder Auftragen und als Hartwachs zum Abreiben auf den Belag erhältlich. Der Heißwachsauftrag ist sehr viel haltbarer als der Kaltwachsauftrag.
Die Wachsschicht hat den willkommenen Nebeneffekt, die Laufflächen der Ski zu schonen. Ein Nachteil ist jedoch, dass sich im Wachs Schmutzpartikel ansammeln; nach einer gewissen Laufstrecke kann ein gewachster Ski dadurch langsamer werden als ein ungewachster.

## Wachse nach Beschaffenheit und Zusammensetzung

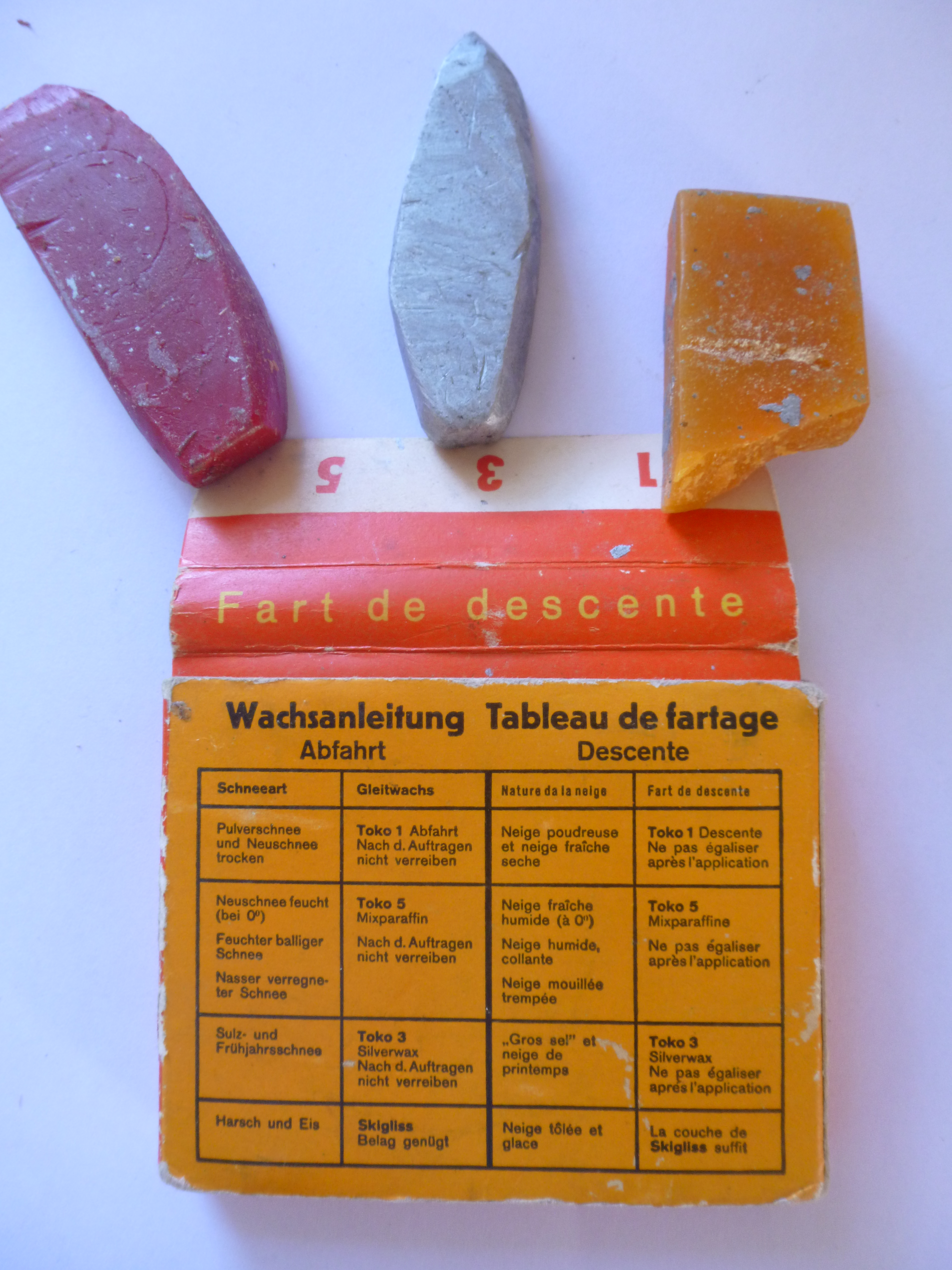
Wachsanleitung

Unterschieden wird Skiwachs nach der Härte und seines Gehaltes an fluorierten Wachsen.
Weiche Wachse schmelzen bei niedrigeren Temperaturen (etwa 120 °C) als harte Wachse (etwa 150 °C). Weil die Schneekristalle nach Alter und Temperatur unterschiedlich geformt sind, muss die Härte des verwendeten Wachses der Beschaffenheit des Schnees und dessen Temperatur entsprechend gewählt werden. Weiche Wachse kommen tendenziell bei altem Schnee mit runden Schneekörnern und bei hoher Temperatur zum Einsatz, harte Wachse dagegen bei neuem Schnee mit lockeren Schneekristallen und bei niedriger Temperatur. Die Schwierigkeit und gerade im Wettkampf die über Hundertstelsekunden entscheidende „Kunst“ besteht darin, das Wachs auf die herrschenden Verhältnisse abzustimmen.

### Fluor-Wachse
Fluor-Wachse sind ein Gemisch aus einfachen Wachsen und fluorierten Wachsen in unterschiedlichem Anteil erhältlich. Sie gleiten etwas besser und weisen Schmutz etwas besser ab als herkömmliche Wachse (auch Hydrocarbon-Wachse genannt), da sie durch die Fluorierung etwas hydrophober sind. Der Preis steigt mit dem Anteil fluorierter Wachse. Spezielle Finish-Wachse, die in unterschiedlicher Konsistenz als Pulver, Sprays und in Blöcken auf dem Markt sind, werden im Rennlauf als letztes Feintuning verwendet. Fluorierte Wachse müssen exakt mit der vom Hersteller angegebenen Temperatur auf den Ski aufgetragen werden.
Fluorhaltige Gleitwachse werden verschiedene Produkt-Kategorien eingeteilt:
- Produkte mit tiefem Fluorgehalt von 0,5–1,5 % (Low-Fluoro Ski Wax, LF)
- Produkte mit hohem Fluorgehalt von 4–12 % (High-Fluoro Ski Wax, HF)
- Produkte, die nur Fluorverbindungen enthalten (Pure Fluorocarbon, FC oder Cera)

Bei den beiden ersten Kategorien werden semifluorierte Alkane eingesetzt, bei der dritten Perfluoralkane.

In Skiwachsen eingesetzte PFAS
F6H16, ein Beispiel semifluorierter n-Alkane
Perfluordodecan, in FC-Wachsen verwendet

Im Sportfachhandel wird in der Regel nicht von Hand gewachst, sondern mit einer herkömmlichen Heisswachsmaschine oder in renommierten Fachgeschäften mittels einer Infrarot-Wachsmaschine. Weltweit gibt es über vierzig Produzenten von Skiwachsen.
Im Europäischen Wirtschaftsraum wurden jährlich rund 20 Tonnen Fluorwachse hergestellt.
Seit dem 4. Juli 2020 ist in der EU die Herstellung und das Inverkehrbringen gewisser Fluor-Verbindungen verboten, namentlich der Perfluoroctansäure (PFOA), ihrer Salze und PFOA-Vorläuferverbindungen, u. a. da diese in der Umwelt besonders schlecht abbaubar sind. Seit dem 3. Dezember 2020 gilt ein analoges Verbot auch in den übrigen Vertragsstaaten des Stockholmer Übereinkommens. Die FIS reagierte und kündigte an, dass ab der Wintersaison 2020/21 ein Verbot von allen per- und polyfluorierten Alkylverbindungen (PFAS) in Wachsen in allen Skidisziplinen eingeführt werden wird. Gemäß der Medienmitteilung vom 2. Juni 2021 wird jedoch lediglich auf PFOA bzw. C8-basierte PFAS verzichtet. Es hatte sich gezeigt, dass Skiserviceleute im Blut erhöhte Gehalte an PFAS aufweisen und dass diese hohe biologische Halbwertszeiten haben. Beim Skifahren wird ein Teil des Wachses abgerieben und verbleibt in der Umwelt. Dort können sich die PFAS im Nahrungsnetz anreichern. Im Frühling 2023 entschied die FIS, das Verbot von Fluorwachsen auf die Saison 2023/24 hin einzuführen und mit Hilfe einer neu entwickelten effektiven Testmethoden durchzusetzen.
Als Ersatzprodukte gibt es u. a. solche aus Paraffinen, Siloxanen oder hochreinem Indigo.